# Абу Сайяф
«Абу Сайяф» (араб.: جماعة أبو سياف; Jamāʿah Abū Sayyāf, Джамаа Абу Сайяф), также известная как аль-Харакат аль-Исламия — одна из нескольких воинизированных террористических исламистских сепаратистских групп, действующих на филиппинских островах Минданао, Сулу и Басилан. Её лидер Иснилон Тотони Хапилон 23 июля 2014 года принёс присягу верности халифату ИГИЛ Абу Бакра аль-Багдади.
Группировка была создана в 1991 году, отколовшись от Исламского фронта освобождения моро.
Название организации происходит от арабского ابو, абу («отец») и сайяф («меч»). Организация называет себя «Аль-Харакат аль-Исламия» или «Исламское движение». Название Абу Сайяф было получено таким образом: лидер группировки Абдураджак Джанаджалани, назвал своего старшего сына Сайяфом, став таким образом отцом (абу) Сайяфа. Абдураджак назвал своего сына в честь афганского моджахеда, полевого командира Расила Сайяфа, который командовал тренировочным лагерем в Афганистане, где он прошёл подготовку.
В начале 1990-х группа совершила ряд взрывов, похищений, убийств и других преступлений, декларируя, что «Абу Сайяф» ведёт борьбу за независимое исламское государство на Филиппинах.
Организация проводила операции не только на Филиппинах, но и в Малайзии, где в 2000 году в Сипадане они захватили 21 заложника, среди них 11 туристов.
Боевики этой группировки осуществляют похищения людей с целью выкупа и организуют террористические акты для достижения своей заявленной цели создания независимого исламского государства на острове Минданао и островах Сулу. Правительство Филиппин рассматривает этих повстанцев как преступников и отказывается вести любые переговоры с ними.
Абдураджик Абубакар Джанджалани был убит в стычке с филиппинской полицией в декабре 1998 года. Затем его младший брат (Каддафи Джанджалани) возглавил группировку и также был убит филиппинскими войсками в сентябре 2006 года. В июне 2007 года Ясир Игасан стал лидером Абу Сайяфа. И НОФМ и ИОФМ осудили деятельность Абу Сайяф, США включило группировку в список террористических организаций, заявив при этом, что Абу Сайяф имеет связь с Аль-Каидой.
Поддержка Абу Сайяф населением носит ограниченный характер, но аналитики считают, что некоторые местные жители островов Сулу и Минданао помогают мятежникам. Американские войска помогают филиппинским военным в борьбе с Абу Сайяфом. Американцы обучают и консультируют филиппинскую армию, однако не принимают непосредственного участия в боевых действиях, потому что Конституция Филиппин запрещает иностранным войскам принимать участие в боевых действиях на территории Филиппин.
В июне 2002 года филиппинский спецназ попытался спасти заложников, удерживаемых на острове Басилан. Двое из заложников (один из них гражданин США) были убиты.
Абу Сайяф также взяла на себя ответственность за серию взрывов в стране, в том числе за нападение на пассажирский паром в заливе Манилы в феврале 2004 года, в ходе которого было убито 100 человек.
С 2008 по 2011 годы группировка провела серию похищений людей с целью получения выкупа. Среди жертв похищений были филиппинские журналисты (2008), иностранные члены Международного комитета Красного Креста (2009), а также два американца в 2011 году. Все эти заложники были освобождены.
С момента начала крупной военной операции в августе 2006 года против Абу Сайяф власти Филиппин достигли определённых результатов. Были убиты Каддафи Джанджалани и другие руководители организации. В декабре 2009 года филиппинские власти заявили, что они арестовали основателя Абу Сайяфа — Абдула Басира Латипа. Абдул Басир также был обвинён в укреплении связей между Абу Сайяфом и другими воинствующими исламистскими группировками, такими как Джемаа Исламия и Аль-Каида.
В мае 2017 года боевики «Абу Сайяф» и родственной ей исламистской группировки Мауте захватили ряд объектов в городе Марави, провинция Южный Ланао. В октябре 2017 года, после пяти месяцев осады, правительственные войска восстановили контроль над городом. В ходе боев большая часть террористов была ликвидирована, выжившие арестованы. Среди убитых, помимо братьев Мауте, был и глава Абу Сайяф Иснилон Хапилон.